# 1966 في فرنسا
فيما يلي قوائم الأحداث التي وقعت خلال عام 1966 في فرنسا.

## سياسة

### انتهاء فترة المنصب
- 8 يناير – فاليري جيسكار ديستان وزير الاقتصاد والمالية والصناعة  [لغات أخرى]‏.

## رياضة
- 3 يوليو – جائزة فرنسا الكبرى 1966 الفائز جاك برابهام.

## ظهور
- 1 يناير – جبنة كيري

## أفلام
من الأفلام التي صدرت هذه السنة في فرنسا:
- 1 يناير – المطعم الكبير من إخراج Jacques Besnard [الإنجليزية]‏.
- 1 يناير – رجل وامرأة من إخراج كلود ليلوش.

## موسيقى

### أغاني
من الأغاني التي صدرت هذه السنة في فرنسا:
- 1 يناير – كيليمانجارو من غناء باسكال دانيل.

## كتب
من الكتب التي صدرت هذه السنة في فرنسا:
- 1 يناير – الكلمات والأشياء من تأليف ميشال فوكو.

## مواليد

### يناير
- 1 يناير – فريدريك راينال
- 12 يناير – أوليفر مارتينيز ممثل فرنسي.
- 24 يناير – جولي درايفس ممثلة فرنسية.
- 24 يناير – كارين فيلار ممثلة فرنسية.

### فبراير
- 1 فبراير – لورينت غارنير
- 5 فبراير – دان سرفاتي
- 11 فبراير – ديودوني مبالا مبالا
- 14 فبراير – برايس كوفين

### مارس
- 8 مارس – هيرفي بوسارد درّاج طريق فرنسي.
- 17 مارس – خوسيه غارسيا ممثل فرنسي.
- 17 نوفمبر – صوفي مارسو ممثلة فرنسية.

### أبريل
- 3 أبريل – ريمي غارد
- 24 أبريل – باسكال باراديس لاعبة كرة مضرب فرنسية.

### مايو
- 12 مايو – سامي بوعجيله ممثل فرنسي.
- 14 مايو – مارياني دينيكور
- 24 مايو – إيريك كانتونا لاعب كرة قدم فرنسي.

### يونيو
- 17 يونيو – سيدريك خان مخرج أفلام فرنسي.
- 19 يونيو – خالد رحيلو
- 22 يونيو – إيمانويل سينيه ممثلة فرنسية.
- 24 يونيو – إريك أسادوريان لاعب كرة قدم فرنسي.
- 26 يونيو – داني بون

### يوليو
- 2 يوليو – الكسيس بونيت رياضياتي فرنسي.
- 12 يوليو – كريستوف مانين دراج فرنسي.
- 15 يوليو – إيرين جاكوب
- 17 يوليو – فريديريك بروتات متسابق دراجات نارية فرنسي.
- 20 يوليو – برايس فورنييه ممثل فرنسي.

### أغسطس
- 4 أغسطس – لوك لوبلان درّاج طريق فرنسي.
- 5 أغسطس – جيل ديليون درّاج طريق فرنسي.
- 9 أغسطس – فيليب بيش لاعب كرة مضرب فرنسي.
- 13 أغسطس – باسكال لينو درّاج طريق فرنسي.
- 31 أغسطس – تييري شامبيون لاعب كرة مضرب فرنسي.

### سبتمبر
- 1 سبتمبر – برونو جينيسيو لاعب كرة قدم فرنسي.
- 2 سبتمبر – أوليفييه بانيس سائق سيارة سباق فرنسي.
- 3 سبتمبر – أنغيلو هوغيز لاعب كرة قدم فرنسي.
- 13 سبتمبر – تييري لوران دراج فرنسي.
- 18 سبتمبر – إيزابيل ديمونجيوت لاعبة كرة مضرب فرنسية.

### أكتوبر
- 18 أكتوبر – ستيفان بريز
- 25 أكتوبر – ليونيل شاربونييه لاعب كرة قدم فرنسي.
- 28 أكتوبر – جيل غاستون دريفوس ممثل فرنسي.

### نوفمبر
- 6 نوفمبر – لورون لافورغ رياضياتي فرنسي.
- 17 نوفمبر – صوفي مارسو ممثلة فرنسية.
- 19 نوفمبر – دومينيك أرنولد
- 22 نوفمبر – آن بروشيه ممثلة فرنسية.
- 23 نوفمبر – فينسنت كاسل ممثل فرنسي.

### ديسمبر
- 1 ديسمبر – ادوارد باير ممثل فرنسي.
- 18 ديسمبر – هيوجس أوكانسي
- 29 ديسمبر – لوران بدواني ملاكم فرنسي.

## وفيات

### يناير
- 1 يناير – فينسنت أوريول (مواليد 1884)

### أبريل
- 13 أبريل – جورج دوهاميل (مواليد 1884) مؤلف فرنسي.

### مايو
- 4 مايو – أميديه أوزنفان (مواليد 1886) رسام فرنسي.

### يونيو
- 7 يونيو – جان آرب (مواليد 1886)

### سبتمبر
- 21 سبتمبر – بول رينو (مواليد 1878) سياسي فرنسي.
- 28 سبتمبر – أندريه برتون (مواليد 1896) كاتب فرنسي.

### أكتوبر
- 29 أكتوبر – روبير شاربانتييه (مواليد 1916) دراج فرنسي.

### ديسمبر
- 30 ديسمبر – كريستيان هيرتر (مواليد 1895) سياسي أمريكي.